# Francisco I. Madero (Tabasco)
Francisco I. Madero es una localidad del municipio de Huimanguillo ubicado en la subregión de la Chontalpa del estado mexicano de Tabasco.

## Geografía
La localidad de Francisco I. Madero se sitúa en las coordenadas geográficas 17°42′01″N 93°44′49″O / 17.700278, -93.746944, a una elevación de 20 metros sobre el nivel del mar.

## Demografía
Según el Conteo de Población y Vivienda 2020, efectuado por el Instituto Nacional de Estadística y Geografía, la localidad de Francisco I. Madero tiene 237 habitantes, de los cuales 100 son del sexo masculino y 137 del sexo femenino. Su tasa de fecundidad es de 2.52 hijos por mujer y tiene 54 viviendas particulares habitadas.
| Gráfica de evolución demográfica de Francisco I. Madero entre 1970 y 2020 |
|                                                                           |
| INEGI.                                                                    |